# The Ultimate Playlist of Noise
Pour plus de détails, voir Fiche technique et Distribution.
The Ultimate Playlist of Noise est une comédie romantique américaine réalisée par Bennett Lasseter, sortie en 2021.

## Fiche technique
- Titre : The Ultimate Playlist of Noise[1],[2],[3]
- Réalisation : Bennett Lasseter
- Scénario : Mitchell Winkie
- Photographie : Vincent Patin
- Montage : Robin Gonsalves
- Musique : Erick Schroder
- Production : Ryan Bennett, Jeremy Garelick, Mickey Liddell, Will Phelps, Michael Schade, Pete Shilaimon et Nicole Stojkovich
- Sociétés de production : American High et LD Entertainment
- Société de distribution : Hulu
- Pays de production :   États-Unis
- Langue originale : anglais
- Genre : comédie dramatique musicale
- Durée : 99 minutes
- Dates de sortie : États-Unis : 15 janvier 2021[2]

## Distribution
- Keean Johnson : Marcus
- Madeline Brewer : Wendy
- Rya Kihlstedt : Alyssa
- Ian Gomez : Dominic
- Bonnie Hunt : Dr Lubinsky
- Emily Skeggs : Laura
- Ariela Barer : Sarah
- Oliver Cooper : Dennis
- Jake Weary : Benjie
- Carol Mansell : tante Delilah
- Gordon Winarick : Alex